# Tramwaje w Iquitos
Tramwaje w Iquitos − zlikwidowany system komunikacji tramwajowej w peruwiańskim mieście Iquitos.

## Historia
Tramwaje w Iquitos uruchomiono w 1905. Linia tramwaju parowego miała szerokość toru 600 mm. Linią przewożono głównie towary z wyjątkiem weekendów i świąt, kiedy to przewożono także pasażerów w pobliże jeziora Moronacocha. Tramwaje w Iquitos zlikwidowano w 1935. Każdy pasażerski skład tramwajowy złożony był z lokomotywy parowej i kilku wagonów. 